# 円恵法親王
円恵法親王（えんえほっしんのう／えんけいほっしんのう、仁平2年（1152年） - 寿永2年11月19日（1184年1月3日））は、平安時代末期の皇族・僧。後白河天皇の第四皇子。母は兵衛尉平信重の娘・坊門局。通称は八条宮。

## 経歴
無品ではあったが、四天王寺別当を務め、また皇族で初の園城寺長吏となるなど、父である後白河法皇の院政を仏教界から支えた。しかし治承4年（1180年）の以仁王の挙兵において異母兄である以仁王が園城寺に逃げ込んだ際には、平家方に情報を提供するも、王への協力の嫌疑をかけられ捕縛されそうになり、四天王寺の検校職を停止されている。
その後も法皇の身辺に伺候したが、そのため寿永2年の源義仲による法住寺殿襲撃（法住寺合戦）において義仲軍と戦うこととなり、戦場からの逃亡の途中、華山寺付近にて射殺された。
皇族である円恵の戦死は、同じく法住寺合戦で討たれた天台座主・明雲のそれとともに当時の貴族社会に衝撃を与え、九条兼実は『玉葉』（寿永2年11月22日条）において、「未だ貴種高僧のかくの如き難に遭ふを聞かず」と慨嘆している。後に弟子の行清上人によって円恵法親王と天台座主・明雲の遺骨は高野山へ納められ、長吏坊が建立された。